# Georges Leygues
Pour les navires portant ce nom, voir Georges Leygues (navire).
Georges Leygues, né à Villeneuve-sur-Lot (Lot-et-Garonne) le 26 octobre 1857 et mort à Saint-Cloud (Seine-et-Oise) le 2 septembre 1933, est un homme politique français.

## Biographie
Georges Leygues est né à Villeneuve-sur-Lot dans une famille bourgeoise de tradition républicaine.
Attiré par la littérature, et en particulier la poésie, il envisage une carrière d'officier de marine puis, sur le refus de sa mère, fait son Droit et devient avocat.
Il se lance rapidement dans la carrière politique, devenant adjoint au maire de Villeneuve-sur-Lot, Henri Carles, à 26 ans.
Il est député de Lot-et-Garonne de 1885 à sa mort.
Très attaché à sa région natale, il préside l'Association des Cadets de Gascogne, groupe d'amis qui s'épauleront toute leur vie ; ainsi en août 1898, les autres cadets sont les vice-présidents Gustave Larroumet, secrétaire perpétuel de l'Académie des Beaux-Arts : Henry Roujon, directeur des Beaux-Arts ; Pedro Gailhard, directeur de l'Opéra de Paris ; outre le délégué général Henry Lapauze, citons quelques célébrités comme Jean-Paul Laurens, Henri Martin, Benjamin-Constant, Alexandre Falguière, Antonin Mecié, Laurent Marqueste, Gabriel Fauré, Mounet-Sully, Armand Silvestre, Jean Cruppi, Adrien Hébrard, etc.
À Paris, il fréquente les milieux littéraires où l'introduisent Sully Prudhomme et José-Maria de Heredia, à qui il avait envoyé ses premiers essais poétiques. En 1900, il crée le précédent d'intégrer des femmes de lettres dans l'ordre de la Légion d'honneur (Daniel Lesueur et Clémence Royer).
Élu en 1893 parmi les républicains modérés, il accède aux responsabilités ministérielles à 38 ans :
- 30 mai 1894 au 26 janvier 1895 : ministre de l'Instruction publique et des Beaux-Arts dans le gouvernement de Charles Dupuy.
- 26 janvier au 28 octobre 1895 : ministre de l'Intérieur dans le troisième gouvernement Alexandre Ribot.
- 1er novembre 1898 au 7 juin 1902 : ministre de l'Instruction publique et des Beaux-Arts dans le gouvernement de Pierre Waldeck-Rousseau : son passage est marqué par la réforme de l'enseignement secondaire de 1902. Violemment contestée à la Chambre des Députés, la réforme est adoptée grâce à la ténacité de Georges Leygues.  Cette réforme en profondeur vise notamment à  rapprocher l'enseignement primaire et secondaire, à « adapter l'instruction publique à la vie moderne, à la réalité de la France de ce début de XXe siècle » en introduisant par exemple une section scientifique et l'enseignement des langues vivantes[1]. Il tenta aussi une réforme de l'orthographe (pluriel des substantifs, noms composés, traits d'union, tolérance sur l'absence d'accord du participe passé après l’auxiliaire avoir[2]...), première réforme de l'orthographe imposée par arrêté ministériel[1] mais devant l'opposition virulente de l'Académie française[1], la réforme ne sera jamais appliquée[2].
- 14 mars au 25 octobre 1906 : ministre des Colonies dans le gouvernement Ferdinand Sarrien : il travaille à consolider les ports de Bizerte, Dakar, Djibouti, Saïgon, conquiert le Tchad grâce à la conquête de l'oasis de Bilma, s'oppose au développement des comptoirs allemands en Afrique noire, entreprend d'organiser l'enseignement outre-mer.

Sa carrière ministérielle va s'interrompre pendant onze ans ; en 1909, Alfred Chauchard, richissime fondateur des Grands Magasins du Louvre, mort sans descendance légitimée, lui lègue l'énorme somme de 12 millions de francs-or, plus un million à son épouse et à chacune de leurs deux filles.
Il est l'un des membres d'honneur de la Société nationale des beaux-arts en 1913.
En 1914, bien qu'il ait 58 ans, Georges Leygues s'engage comme capitaine dans les chasseurs alpins, mais il est rapidement rappelé à Paris comme président de la commission des Affaires étrangères de la Chambre des députés.
En 1917, Clemenceau lui confie le ministère de la Marine qu'il détiendra ensuite à plusieurs reprises jusqu'à sa mort brutale en 1933, si l'on excepte un bref intermède comme ministre des Affaires étrangères et président du Conseil des ministres du 24 septembre 1920 au 16 janvier 1921 :
- 16 novembre 1917 au 20 janvier 1920 : ministre de la Marine dans le deuxième gouvernement de Georges Clemenceau.
- 24 septembre 1920 au 16 janvier 1921 : président du Conseil et ministre des Affaires étrangères : voir gouvernement Georges Leygues.
succédant à Alexandre Millerand (gouvernement Millerand) devenu président de la République, et étant à son tour remplacé par Aristide Briand (6e gouvernement).
- 28 novembre 1925 au 21 février 1930 : ministre de la Marine dans les septième, huitième et neuvième gouvernements Aristide Briand, le quatrième et le cinquième gouvernement Raymond Poincaré, le dixième gouvernement Aristide Briand et le premier gouvernement André Tardieu.
- 13 décembre 1930 au 27 janvier 1931 : ministre de l'Intérieur dans le gouvernement Théodore Steeg.
- 3 juin 1932 au 2 septembre 1933 : ministre de la Marine dans le troisième gouvernement d'Édouard Herriot, le gouvernement de Joseph Paul-Boncour et le premier gouvernement d'Édouard Daladier.

Lorsque Alexandre Millerand est élu à la présidence de la République en remplacement de Paul Deschanel, il entend assumer un rôle actif assez peu en accord avec la coutume de la IIIe République depuis Jules Grévy.
Cette ambition explique son choix d'appeler Georges Leygues, qu'on sait dénué d'ambition personnelle, à la présidence du Conseil. Leygues se prêtera au rôle qu'on entend lui faire jouer mais les prétentions de Millerand seront vivement combattues par les Chambres qui le contraindront à appeler Aristide Briand en janvier 1921.
C'est avant tout comme ministre de la Marine que Georges Leygues s'est illustré. Il est notamment à l'origine du Statut Naval, présenté en 1920 au parlement, qui permettra la renaissance de la flotte française, durement éprouvée par la Première Guerre mondiale, dont l'amiral François Darlan sera l'artisan. Avec Painlevé, ministre de l'Air, il cosigne le décret du 27 novembre 1932 qui confirme l'autorité de la Marine sur l'aviation navale embarquée et, par ailleurs, favorise l'essor d'une armée de l'air autonome. En 1934,d'autres décrets confirment le contrôle de la Marine sur l'aviation navale basée à terre.
Il a voté le 3 juillet 1905 la loi du 9 décembre 1905 concernant la séparation des Églises et de l'État.

## Fonctions gouvernementales
- Ministre de l'Instruction publique et des Beaux-Arts dans le gouvernement Charles Dupuy (2) du 30 mai au 1er juillet 1894
- Ministre de l'Instruction publique et des Beaux-Arts dans le gouvernement Charles Dupuy (3) du 1er juillet 1894 au 26 janvier 1895
- Ministre de l'Intérieur dans le gouvernement Alexandre Ribot (3) du 26 janvier au 1er novembre 1895
- Ministre de l'Instruction publique et des Beaux-Arts dans le gouvernement Charles Dupuy (4) du 1er novembre 1898 au 18 février 1899
- Ministre de l'Instruction publique et des Beaux-Arts dans le gouvernement Charles Dupuy (5) du 18 février au 22 juin 1899
- Ministre de l'Instruction publique et des Beaux-Arts dans le gouvernement Pierre Waldeck-Rousseau du 22 juin 1899 au 7 juin 1902
- Ministre des Colonies dans le gouvernement Ferdinand Sarrien du 14 mars au 25 octobre 1906
- Ministre de la Marine dans le gouvernement Georges Clemenceau (2) du 16 novembre 1917 au 20 janvier 1920
- Président du Conseil et ministre des Affaires étrangères du 24 septembre 1920 au 16 janvier 1921
- Ministre de la Marine dans le gouvernement Aristide Briand (8) du 28 novembre 1925 au 9 mars 1926
- Ministre de la Marine dans le gouvernement Aristide Briand (9) du 9 mars au 26 juin 1926
- Ministre de la Marine dans le gouvernement Aristide Briand (10) du 23 juin au 19 juillet 1926
- Ministre de la Marine dans le gouvernement Raymond Poincaré (4) du 23 juillet 1926 au 11 novembre 1928
- Ministre de la Marine dans le gouvernement Raymond Poincaré (5) du 11 novembre 1928 au 29 juillet 1929
- Ministre de la Marine dans le gouvernement Aristide Briand (11) du 29 juillet au 3 novembre 1929
- Ministre de la Marine dans le gouvernement André Tardieu (1) du 3 novembre 1929 au 21 février 1930
- Ministre de l'Intérieur dans le gouvernement Théodore Steeg du 13 décembre 1930 au 27 janvier 1931
- Ministre de la Marine dans le gouvernement Édouard Herriot (3) du 3 juin au 18 décembre 1932
- Ministre de la Marine dans le gouvernement Joseph Paul-Boncour du 18 décembre 1932 au 31 janvier 1933
- Ministre de la Marine dans le gouvernement Édouard Daladier (1) du 31 janvier au 2 septembre 1933

## Hommages
- Son nom a été donné à deux bâtiments de la Marine nationale française, le croiseur Georges Leygues, construit en 1933, et la frégate Georges Leygues, construite en 1979, ainsi qu'au lycée et au théâtre Georges-Leygues à Villeneuve-sur-Lot.
- En 1953 un monument fut érigé à sa gloire par la ville de Villeneuve-sur-Lot par l'architecte décorateur Louis Süe et le sculpteur Charles Despiau.
- Une rue de Paris (située dans le 16e arrondissement) porte son nom.
- Il est évoqué dans le 315e des 480 souvenirs cités par Georges Perec dans Je me souviens.
- Un quai d’un canal d’Agen 47000.
- Il est largement évoqué par Octave Mirbeau dans Les 21 jours d'un neurasthénique.
- Un archipel au large des Kerguelen.